# 吕加努塞 (市镇)
呂加努塞，是愛沙尼亞東維魯縣的一個鄉村型市镇，位於該國東北部，行政中心設於基維厄利，面積599平方公里，2021年人口数量为8,324人。

## 行政管理
2017年爱沙尼亚行政改革后，原呂加努塞市镇、基維厄利市和松達市镇合并成新的吕加努塞市镇。
新的市镇包括两个非独立市（基維厄利和皮西）、3个小镇和48个村庄。